# ديبورا تيمكين
ديبورا.أ. تيمكين (بالإنجليزية: Deborah A. Temkin)‏، الحاصلة على الدكتوراه، هي عالمة أبحاث تختص بمجال تنمية الأطفال ووقايتهم، ومتخصصة في مجالات الوقاية من التنمر، والمناخ المدرسي، وربط سياسة التعليم بتنمية الشباب الصحية. عملت «ديبورا» كمنسقة للأبحاث والسياسات في «مبادرات الوقاية من التنمر» في وزارة التعليم بالولايات المتحدة ما بين عامي 2010 -2012، حيث كُلفت بتنسيق جهود الوقاية من التنمر في ظل حكومة الرئيس أوباما، بما في ذلك إطلاق موقع "StopBullying.gov" أو «أوقفوا التنمر». وتأهلت «ديبورا» إلى نهائيات جائزة صمويل هيمان الخاصة بتكريم موظفي الحكومة الفيدرالية الأمريكية، ونالت وسام «تلبية نداء الخدمة» عن عملها داخل وزارة التعليم. وتشغل «ديبورا» الآن منصب كبيرة علماء الأبحاث في مؤسسة «تشايلد تريندز».